# Atentado de Lahore de 2022
El atentado de Lahore de 2022 ocurrió el 20 de enero de 2022, al menos tres personas murieron y más de 20 resultaron heridas por un atentado en Lahore, Punyab, Pakistán. A la 1:40 p. m., un artefacto explosivo improvisado de 1,5 kilogramos explotó en una motocicleta estacionada junto a un carrito de empuje fuera de un banco en un concurrido mercado en el área de Anarkali de la ciudad. Rompió ventanas de edificios cercanos e incendió varias motocicletas estacionadas. El portavoz del Ejército Nacionalista Baluchi, se atribuyó la responsabilidad de este ataque y dijo que tenía como objetivo a los empleados del banco. El ataque fue fuertemente condenado localmente en Pakistán e internacionalmente por los Emiratos Árabes Unidos, Irán, Turquía, Estados Unidos y Baréin.
Además, el ataque también fue condenado enérgicamente por los líderes de los grupos terroristas baluchis, incluidos Mehran Marri y Brahumdagh Bugti. La condena de ellos puso de relieve el enfrentamiento entre los líderes de los grupos terroristas a bordo y por los combatientes sobre el terreno.